# Smithia sensitiva
Smithia sensitiva es una especie de planta floral del género Smithia, categorizada en la tribu Dalbergieae, de la subfamilia Faboideae.

## Distribución
Especie nativa de China, India, Laos, Madagascar, Nepal, Birmania, Pakistán, Sri Lanka, Tailandia, Vietnam, islas Andamán, Bangladés y Australia. Crece en el bioma tropical.

## Taxonomía
Fue descrita por William Aiton.
Tratamiento taxonómico
La especie aparece registrada y publicada en Hortus Kewensis 3: 496 (1789).